# New Paths to Helicon, Pt. 1
New Paths to Helicon, Pt. 1 (w skrócie Helicon 1) – utwór zespołu Mogwai, wydany wspólnie z „New Paths to Helicon, Pt. 2” jako singiel w styczniu 1997 roku.

## Historia i wydania
Dwuczęściowy utwór „New Paths to Helicon” został zarejestrowany przez Andy’ego Millera w MCM Studios w Hamilton i wydany w styczniu 1997 roku nakładem Wurlitzer Jukebox. Wydany został w ograniczonym nakładzie 3000 kopii. Stał się bardziej rozpoznawalny dzięki umieszczeniu go na kompilacyjnym albumie Ten Rapid. Singel „New Paths to Helicon” doszedł do 2. miejsca listy Festive 50 Johna Peela z 1997 roku. Peel odegrał kluczową rolę w rozwoju Mogwai, zapraszając zespół w latach 1996–2004 na pięć sesji, z których część znalazła się na albumie Government Commissions: BBC Sessions 1996–2003 z 2005 roku. „New Paths to Helicon, Pt. 1” stał się od chwili wydania żelaznym punktem koncertów Mogwai i ostatecznym przejawem jego schematu „cicho-głośno„ (quiet-loud).

### Wersja koncertowa
14 kwietnia 2001 roku „Helicon 1” został wykonany na żywo w The Rothesay Pavilion na szkockiej wyspie Bute i następnie wydany 22 października 2001 roku na australijskiej i nowozelandzkiej wersji EP-ki My Father My King. 19 grudnia został wydany na japońskiej wersji EP-ki.

## Tytuł
Tytuł utworu oraz jego struktura muzyczna nawiązują do masywu górskiego Helikon, w którym znajdowały się dwa źródła poświęcone muzom.

## Lista utworów
Lista według Discogs:
| A. | New Paths To Helicon (Part 1) | 6:00  |
|    |                               |       |
| B. | New Paths To Helicon (Part 2) | 2:51  |
|    |                               |       |
|    |                               | 08:51 |
|    |                               |       |
Personel:
- Stuart Braithwaite – gitara basowa, gitara
- Martin Bulloch – perkusja, gitara
- John Cummings – gitara
- Dominic Aitchison – gitara, gitara basowa
- Andy Miller – nagrywanie
- Victoria Braithwaite – okładka, layout
- autorzy – Aitchison, Braithwaite

## Wideo
W 2015 roku z okazji 20-lecia lata swojego istnienia Mogwai wydał album Central Belters, poświęcony całej swojej karierze. Wraz z nim ukazał się nowy teledysk do singla „New Paths to Helicon, Pt. 1”. Autorem zdjęć był Craig Murray.